# Ярославка (Ярославская область)
Ярославка — поселок Ярославском районе Ярославской области России. 
В рамках организации местного самоуправления входит в Кузнечихинское сельское поселение; в рамках административно-территориального устройства включается в Рютневский сельский округ в качестве его центра. 

## География
Расположен на северной границе города Ярославль, у левобережной относительно Волги его части.

## История
В 1968 г. указом президиума ВС РСФСР поселок при центральной усадьбе совхоза «Ярославка» переименован в Ярославка.

## Население
| 2007 | 2010  |
| ---- | ----- |
| 1098 | ↗1125 |

По состоянию на 1989 год в посёлке проживал 161 человек.

## Инфраструктура
Амбулатория (филиал Ярославской центральной районной больницы).